# Jan Danecki
Jan Danecki (ur. 24 czerwca 1928 w Kaliszu, zm. 12 czerwca 2006 w Warszawie) – polski socjolog, profesor, badacz postępu i regresu społecznego. 

## Życiorys
Brał udział w powstaniu warszawskim. W 1947 podjął studia socjologiczne na Uniwersytecie Poznańskim. W 1951 otrzymał etat młodszego asystenta w Katedrze Psychologii Społecznej tej uczelni. Przez kolejne jedenaście lat angażował się w publicystykę i prace redaktorskie. W 1962 rozpoczął studia doktoranckie. W 1967 obronił rozprawę doktorską zatytułowaną Czas wolny w perspektywie ewolucji pracy przemysłowej. Promotorem tego dzieła był prof. Zygmunt Bauman. Kontynuacją tematu pracy była monografia pod tytułem Jedność podzielonego czasu. Czas wolny i czas pracy w społeczeństwach uprzemysłowionych (1970, drugie wydanie – 1974). 
W 1966 rozpoczął pracę na Uniwersytecie Warszawskim. W 1967 został tam adiunktem, a w 1968 docentem. W 1972 habilitował się pracą na temat postępu społecznego w warunkach społeczeństwa przemysłowego. Tytuł profesora nadzwyczajnego otrzymał w 1979, a zwyczajnego w 1991.
W latach 1975–1977 prowadził Pracownię Problemów Postępu Społecznego w Instytucie Filozofii i Socjologii PAN. Został wówczas zaproszony do Paryża, gdzie dał cykl wykładów w Ecołe des Hautes Etudes en Sciences Sociales. Współpracował z Uniwersytetem ONZ w Tokio – uczestniczył w czteroletnim programie badawczym zatytułowanym Cele, procesy i wskaźniki rozwoju.
Pochowany na cmentarzu komunalnym Północnym w Warszawie.

## Zainteresowania naukowe i osiągnięcia
Interesował się czynnikami sprawczymi i efektami postępu społecznego, ale też i przyczynami oraz skutków społecznego regresu. Podejmował pionierskie w Polsce badania, którym nadano tytuł Postęp i regres społeczny (od 1987). W latach siedemdziesiątych i na początku lat osiemdziesiątych XX w. prowadził studia prognostyczne w Komitecie Badań i Prognoz przy Prezydium PAN. Pełnił tam też w latach 1972–1981 funkcję sekretarza naukowego, a w latach 1981–1983 funkcję wiceprzewodniczącego. Był jednym z prowadzących interdyscyplinarny zespół zajmujący się prognozami ostrzegawczymi.
Był członkiem Polskiego Towarzystwa Socjologicznego i Polskiego Towarzystwa Polityki Społecznej.
Pod jego opieką powstało 10 prac doktorskich, m.in. Barbarę Szatur-Jaworską (1986), Radosława Markowskiego (1990), Jerzego Rossę (2000).
W 2003 odznaczony Krzyżem Komandorskim Orderu Odrodzenia Polski.

## Publikacje
Ważniejsze publikacje:
- Postęp i regres społeczny (1991)[2],
- Kwestie społeczne i krytyczne sytuacje życiowe u progu lat dziewięćdziesiątych (współredaktor Barbara Rysz-Kowalczyk, 1992 i 1994),
- Insides into Maldevelopment. Reconsidering the Idea of Progress (redakcja, 1993 i 1996),
- Kwestie społeczne w doświadczeniu lokalnym (1997)[1].